# Filarum manserichense
Filarum manserichense Nicolson – gatunek roślin zielnych należący do monotypowego rodzaju Filarum, z plemienia Zomicarpeae, w rodzinie obrazkowatych, endemiczny dla północnego Peru. Nazwa naukowa rodzaju pochodzi od łacińskich słów filum (nitka) i arum (roślina z rodzaju obrazków) i odnosi się do wydłużonego łącznika pylników w kwiatach męskich oraz nitkowatego wyrostka kolby kwiatostanu; nazwa gatunkowa pochodzi od dystryktu Manseriche w prowincji Datem del Marañón peruwiańskiego regionu Loreto.

## Charakterystyka
Małe, bulwiaste byliny, geofity, tworzące na smukłych ogonkach kilka liści o prostej, sercowatej blaszce i siatkowatym użyłkowaniu. Razem z liśćmi pojawia się od 1 do 3 kwiatostanów typu kolbiastego pseudancjum. Podłużno-lancetowata, w pełni rozwarta pochwa kwiatostanu jest dużo krótsza od smukłej kolby. Kwiaty jednopłciowe. Dolna część kolby, pokryta jednozalążkowymi kwiatami żeńskimi, przyrasta do pochwy. Na odcinku kolby przed  jednopręcikowymi kwiatami męskimi oraz po nich występują prymitywne prątniczki. Pylniki pręcików połączone są bardzo długim, nitkowatym łącznikiem. Wyrostek kolby jest bardzo długi i nitkowaty. Owocostan składa się z niemal kulistych jagód, zawierających nasiona o cienkiej i gładkiej łupinie, z dużym zalążkiem i bez bielma. Liczba chromosomów 2n = 28.
Filarum manserichense różni się od podobnych gatunków z rodzajów Zomicarpella i Ulearum przede wszystkim bardzo długimi, nitkowatymi łącznikami pręcika, występującymi w całej rodzinie jedynie u roślin tego rodzaju.